# Encarsia lineolata
Encarsia lineolata is een vliesvleugelig insect uit de familie Aphelinidae. De wetenschappelijke naam is voor het eerst geldig gepubliceerd in 2008 door Shih, Ko & Polaszek.